# 스가누마 사다요시
스가누마 사다요시(일본어: 菅沼定芳, 1587년 ~ 1643년 3월 7일)는 에도 시대 초기의 후다이 다이묘이다. 이세 나가시마번의 2대 번주에서 오미 제제번의 번주를 거쳐 단바 가메야마 번의 초대 번주가 되었다.
1587년 미카와에서 스가누마 사다미쓰의 여섯 번째 아들로 태어났다. 1604년 오고쇼 도쿠가와 이에야스를 모셨다. 이후 에도 제2대 쇼군 도쿠가와 히데타다를 모셨다. 1606년 형인 사다요리(定仍)가 후사 없이 죽자, 가독을 잇기 위해 그 양자가 되어 나가시마번의 2대 번주가 되었다.
1615년 오사카 전투에는 막부군으로 참전, 1621년 가봉되어 제제번으로 이봉되었다. 1634년 1만 석이 더 가봉되어 가메야마 번으로 옮겨갔다.
1643년 향년 57세의 나이로 사망하였다. 가독은 서장자인 사다아키라가 이었다.
| 전임 스가누마 사다요리 | 제2대 나가시마번 번주 (스가누마가) 1605년 ~ 1621년 | 후임 막부령(마쓰다이라 야스나오) |

| 전임 혼다 도시쓰구 | 제제번 번주 (스가누마가) 1621년 ~ 1634년 | 후임 이시카와 다다후사 |

| 전임 마쓰다이라 다다아키 | 제1대 단바 가메야마 번 번주 (스가누마가) 1634년 ~ 1643년 | 후임 스가누마 사다아키라 |